# バーチャコップ

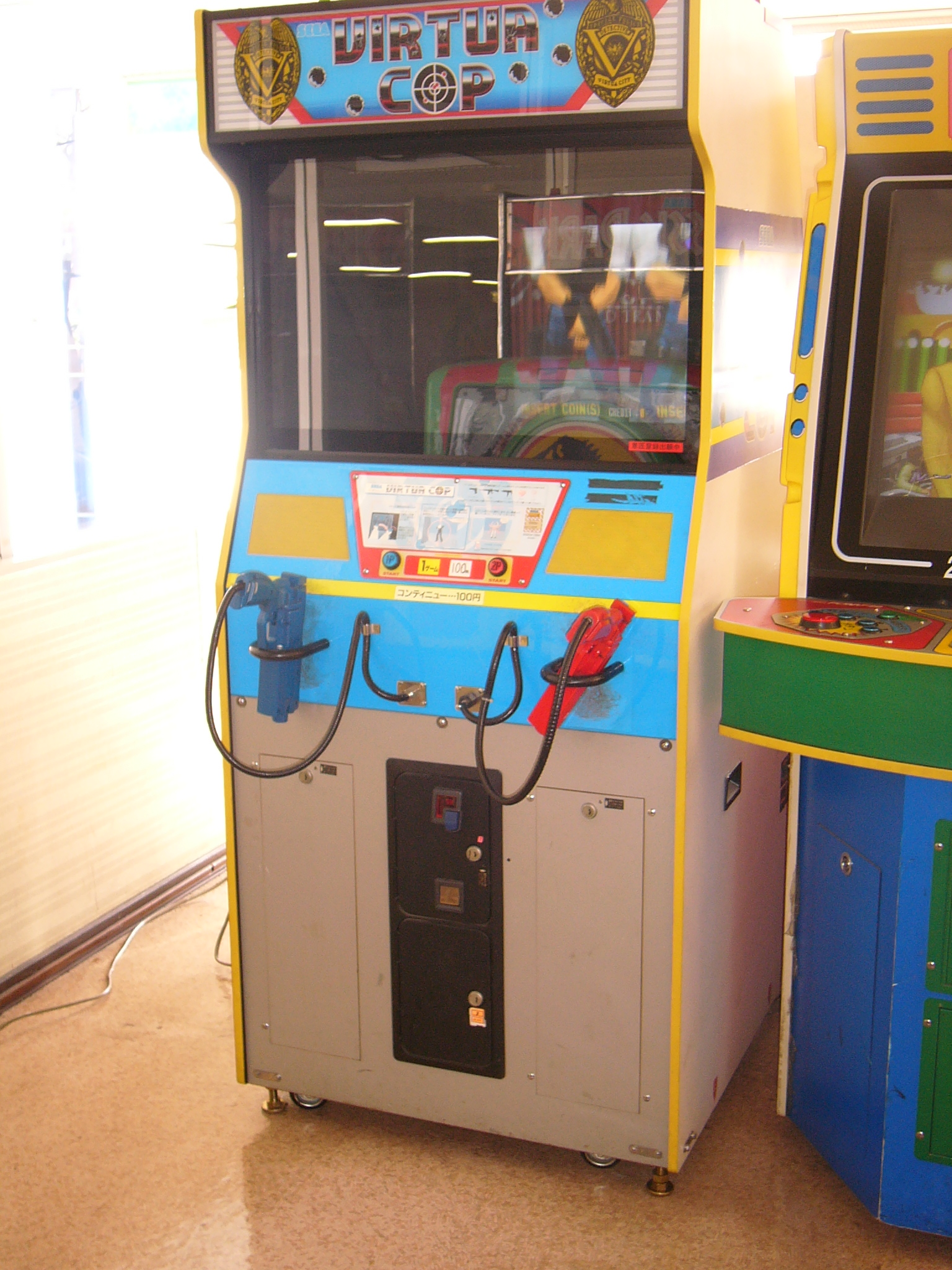
『バーチャコップ』筐体

『バーチャコップ』（Virtua Cop）とはセガのAM2研（当時）が開発したガンシューティングゲームである。

## 概要
プレイヤーは犯罪都市バーチャシティの警官になり、悪党を銃で倒していく。ゲームの基本的部分はコナミ社の『リーサルエンフォーサーズ』と同じだが、今作の特徴としては当時は珍しかったテクスチャーマッピング付きのポリゴンによる3D描写、そして「どの敵がいつ攻撃するか」が視覚的に分かるロックオンサイトを採用したところにある。
また攻撃がヒットした場所によって敵が異なる倒れ方をする等非常に斬新でリアリティーのある演出、ガンシューティングとしては比較的難易度が低めだったこともあり、世界中で大ヒットした。

## シリーズ一覧

### バーチャコップ
1994年稼動開始。使用基板はMODEL2基板。今作のフレームレートは秒間30フレームとなっている。今作のロックオンサイトはカクカクした多角形型となっている。
スコアシステムは、画面上部にレベルゲージが表示されており、敵に攻撃が命中するごとにゲージが上昇。
ゲージが満タンになると獲得した点数に掛かる倍率が1つ上昇し（最大9倍）、逆に敵の攻撃を受けたり人質を誤射すると倍率が2つ減少する。
また、敵が武器を持っている腕を撃ち、敵を無力化させることで高得点を得られる「JUSTICE SHOT」（海外版では「NICE BULLSEYE」）が存在する。
アーケード版ではスコアの最大桁数は7桁で、熟練すると比較的容易にカウンターストップが達成できたため、家庭用移植版ではスコアの最大桁数が1桁追加されて8桁になった。
またアーケード版では一部の場面でしか表示されなかったスコアもレベルゲージの上に常時表示されるようになっている。
1995年にセガサターンに拳銃型光線銃「バーチャガン」対応第一弾タイトルとして移植、1996年10月25日にはWindows 95にも「PCパッド、PCマウス」対応として移植され、後にWindows 98向けにも移植された。2002年には『バーチャコップ リ・バース』としてPlayStation 2にリメイク移植された。
いずれもプレイヤーが乗っているパトカー、タイトルロゴの後ろのエンブレムが異なる等、様々なグラフィックがアーケード版とは異なっている。

### バーチャコップ2
1995年、MODEL2A基板で稼動開始。プレイヤーキャラクターに女性警官のジャネットが追加。今作のロックオンサイトは前作のカクカクした多角形方型から円形型となった。
基本的なシステムは前作をほぼ踏襲。フレームレートが前作の秒間30フレームから秒間60フレームになり、動きがより滑らかになった。
ステージ途中から2つのルートの中から選択し、選んだルートによって展開が変化する「ルート分岐」が追加。アーケード版では3面のルート分岐はなく一本道であったが、家庭用移植版では3面にもルート分岐が追加された。
スコアシステムは敵に3発連続で命中させると成立する「3POINT SHOT」が追加。ただし前作にあったレベルゲージが廃止され、敵を登場から素早く倒すと高得点が得られるシステムに変更。
家庭用版ではアーケード版と同じスコアシステムの他、前作と同じスコアシステムでプレイすることが可能で、このモードにするとロックオンサイトが前作と同じ形状になる。
ゲームオーバー後にはプレイヤーの成績に応じた階級が表示される（隠し階級含め全11種類）。
1996年にマイナーチェンジ版「バーチャガン」と同時にセガサターンで販売。1997年にWindows 95/98、2000年にドリームキャスト、2002年には前作と共に『バーチャコップ リ・バース』にリメイク移植された。
前作同様、アーケード版と移植版ではプレイヤーが乗っているパトカー等の各所グラフィックが大きく異なっている。

### バーチャコップ3
2003年稼動開始。使用基板はChihiro基板で前作から8年ぶりの続編。グラフィックはChihiro基板の性能を最大限に活用することで、前作に比べて格段に華麗になっている。
今作では標準装備の拳銃が装弾数9+1のオートマチック式の「ガーディアンII」に変更。デザインには東京マルイが協力し、他の銃器の素材提供としてKSCも協力している。これにより各スペシャルウェポンの銃の名称も実名化されている。
新システムとして足元にあるペダルを踏むことで、E・Sゲージを消費して敵からの弾丸を撃ち落すことが可能なほど、画面の流れがスローモーションになる「E・Sモード」、
特定の場面で発動し制限時間内にサイトを撃ち、結果によってその後の展開に影響を与える「E・Sアタック」が追加された。
また、ガンコントローラに備えられている武器チェンジボタンを押すことでガーディアンIIとスペシャルウェポンを持ち替えることが可能になった。
本作のスペシャルウェポンは装備中に敵の攻撃を受けるとこれまで通り失い過去作と違って一般人を誤射しても失うが、取得しても未装備の状態であれば敵の攻撃を受けても失わないようになり（コンティニューした場合は未装備でも失う）、特定シーンでのみ使用可能なスペシャルウェポンも追加された。
なお、本作では全てのスペシャルウェポンに弾数制限があり、所持している弾薬を全て撃ち尽くした場合でもスペシャルウェポンを失う。継続して使うにはステージの各所に配置された全スペシャルウェポン共通の弾薬アイテムを撃ち尽くす前に回収する必要がある。
スコアシステムは『1』のレベルゲージが最大倍率が16倍に増加して復活。
特定のスペシャルウェポンを利用して一度に2体の敵を同時に倒すことで成立する「DOUBLE DOWN」、E・Sモードを利用して敵弾を連続で撃ち落すことで成立するコンボが追加された。
しかし初期バージョンではスコアの桁数が少なく（8桁）設定されていたことから、稼動開始から間もなくカウンターストップの達成が続出するという事態を引き起こすことになってしまった。
その後、スコアの桁数を1つ増加して9桁にした新バージョンを配布したことによりカウンターストップの問題は解決された。
2020年現在、シリーズで唯一家庭用には移植されていない。

## 登場キャラクター

### バーチャシティ警察（プレイヤーサイド）
最先端技術が用いられたウォーターフロントの新興都市・バーチャシティの行政機関。略称は「VCPD」。
一般的な制服警察官や突入班が属す「ローカルポリス」と、プレイヤーキャラクターが所属する第2分室特捜課の「バーチャコップ」の2つに区別されている。
バーチャコップは主に巨大犯罪グループの捜査や強盗事件の対処、非公式の偵察任務といった特に危険性の高い事案を担当している。
『1』の時点では創設直後の極小部署だったが、ロックオンゴーグルやボディアーマーといった装備は最先端技術を用いた専用品で、捜査車両も専用となっている。
専用銃である、ガーディアンから放たれた銃弾は、人間以外の物体に対しては強力な破壊力を有し、人間に対しては、一撃で行動力を奪う、非致死性のスタン弾として機能する。
※誕生日の西暦は小説版バーチャコップを参考
※（）内は本名
レイジ（マイク・ハーディ）
- 誕生日（星座）…1971年8月7日（獅子座）
- 好きなもの…犬
- 血液型…O型
- 年齢…32歳（第3作）

1P側のキャラクター。バーチャシティ警察・第2分室特捜課の刑事。
並はずれた体力と野生の勘を頼りに、考えるよりも先に動いてしまう熱血漢。それ故にロックオンゴーグルも着用せず、私生活もだらしなく、給料日前は常に金欠。
かつて尊敬していた父親で、VCPD第2分署の敏腕刑事だったジョン・ハーディをジョー・ファングに殺害された経歴があり、父の遺志を継ぎVCPDの警察官を志す。
警察学校卒業後、VCPDに無事配属されるも父の死の影響で無口なトラブルメーカーとなってしまい、各部署をたらい回しにされていたところを父の同僚であったフランクに拾われ、特捜課に配属された。
特捜課に配属されたばかりの頃は、スマーティによく突っかかっていたが、『1』の事件を解決後元の活発な性格に戻っている。
スマーティ（ジミー・クールス）
- 誕生日（星座）…1972年2月13日（水瓶座）
- 趣味…ドライブ
- 血液型…B型
- 年齢…31歳（第3作）

2P側のキャラクター。バーチャシティ警察・第2分室特捜課の刑事。
レイジとは対照的に、冷静な判断が持ち味の頭脳派刑事。明晰な頭脳と併せてレイジをサポートする相棒で、ロックオンゴーグルも必ず着用する。
実は資産家の息子だが、持ち前の正義感の強さから、周囲の反対を押し切って自ら刑事となった。かなりのプレイボーイであり、女性にモテる。
一見ヤサ男風なのだが、ガンシューティングの腕は確か。その腕前は、第2分署の中で彼の右に出るものはいない。
ジャネット（ジャネット・マーシャル）
- 誕生日（星座）…1975年9月24日（天秤座）
- 好物…カフェオレ
- 血液型…A型
- 年齢…28歳（第3作）

バーチャシティ警察・第2分室特捜課の刑事。
『2』から加わった仲間で、プロファイリング（犯罪心理分析）を得意とする。
『2』ではプレイヤーキャラとして選択できたが、『3』ではオペレーターとして登場するため、プレイヤーキャラとしては選択できない。
VCPDに所属する以前、プロファイラーだった時代にニックという同僚がいたのだが、ある事件で彼を失ってしまう。
そんな彼に彼女は心を惹かれていただけに、頑固な一面がある彼女は、ニックと同じく強引なレイジを心配するあまり、時折対立していた。
フランク・カランザ
バーチャシティ警察・第2分室特捜課の主任で、『3』ではバーチャコップ分室室長。白髪頭に茶色いスーツが特徴。バーチャコップの生みの親。年齢不詳。
かつてはレイジの父、ジョン・ハーディとコンビを組んで事件の捜査に出ていた。煙たがられていたレイジの素質をただ1人だけ見抜き、特捜課に呼んだのも彼だけ。
シティの発展に伴って、凶悪犯罪が増加。その危機にいち早く気が付き、特捜課を作るよう上層部に働きかけたのは彼。
部下からの信頼も厚い。時折口うるさい面があるものの、上層部からの圧力を食い止めたり、多少のことには目をつぶる好人物である。
『1』の時より存在してはいたが、名前がついたのは新井龍司原作の小説版バーチャコップ『逆襲の黒牙（ファング）』と『2』の攻略本から。

### ボスキャラクター

#### バーチャコップ
コング
ステージ1（港ステージ）のボス。ダーティーファイトにより追放された元プロレスラー。アドバタイズ画面及びステージ1道中でも一瞬だけ登場する。

4連装ロケットランチャー（形状からM202ロケットランチャーと思われる）を片手で発射できる怪力の持ち主。追い詰められると一旦は降伏を装い、プレイヤーを油断させようとする。
小説版でのフルネームは、コング・ドミニク。
公式イラストではドッグタグを首からぶら下げている。
キング
ステージ2（工事現場ステージ）のボス。彼の行くところは“戦場”となる傭兵上がりの殺し屋。
火炎弾をばら撒いて攻撃してきたり、工事現場奥に密かに陣取り、隠れながら部下を呼び出したりする。
部下が攻撃をしている間、本人は姿を見せない。残り一撃まで体力が減ると拳銃で攻撃してくる。
コングの兄に当り、2人の名前をくっつけるとキング・コングになる。小説版でのフルネームは、キング・ドミニク。
公式イラストでは腰にサバイバルナイフをぶら下げ、“BORN TO KILL”と白い字で書かれた手榴弾を持っているがゲーム中では使用しない。
EVL社社長エルドン・ヴァイル
ステージ3（EVL社ステージ）のボス。本人は生身で戦わず、デスクの下から登場した戦闘ロボットに乗って戦う。耐久力が低いという欠点はあるものの、キャノン砲やロケット弾を連発してくるなど高い火力を持つ。
公式イラストでは自動式拳銃を持っているがゲーム中では使用しない。
ジョー・ファング
世界各国から指名手配を受けている凶悪テロリスト。本作の真のラスボスであり、1面→2面→3面の順番でプレイしないと出現しない。
条件を満たしている場合は1面でコングを倒した後、ジョーが搭乗する戦闘ヘリが離陸して飛び去る場面が、2面では開始直後に背景の上空を飛ぶ戦闘ヘリの姿が確認できる。
そして3ボスのエルドン・ヴァイルを倒すとその直後に戦闘ヘリの機銃で強化ガラスを派手に撃ち破って登場。戦闘ヘリに装備されたロケット弾や火炎弾で応戦する。
エルドン・ヴァイルと同様、公式イラストでは自動式拳銃を持っているがゲーム中では使用しない。

#### バーチャコップ2
ボビー・ルイス
ステージ1（バーチャシティステージ）のボス。通称ブル。各地を移動しながら強盗を重ねる武装強盗団マッドブルズのボス。
新興都市バーチャシティに狙いをつけたブルは、ファングから大量の武器提供を与えられ、その交換条件としてバーチャシティの宝石店を襲い、暴れ回ることを約束した。本名のボビーと呼ばれるのを病的に嫌う。
グレネードランチャーで攻撃してきたり、怪力を誇示するかのようにドラム缶やコンテナを投げつけてくるが、最後には逃走用の大型ワンボックス車まで投げつけてくる。
エアロダイバーズ
ステージ2（豪華客船ステージ）のボス。ジョー・ファングによって再興されたネオEVLの誇る精鋭機動部隊。
某国の軍事機密から盗み出されたパーソナルジェットパック兵器をネオEVLで完成、装備した兵士で、市長誘拐を指揮している。
過去の経歴はおろか、そのヘルメットバイザーの奥の素顔すら、雇い主であるジョー・ファング以外は誰も知らない。
部隊そのものがボスという扱いであり、全員を撃墜する必要がある。ロケット弾を放って攻撃してくるほか、ナイフで直接斬りつけてくることもある。
なお、このボスのみステージ途中のルート分岐で選んだルートによって戦闘場所が異なる。
ガース・ブラッドレー
ステージ3（地下鉄ステージ）のボス。軍事兵器で武装したテロ部隊のボスで、特殊車両を使った犯罪集団、通称「ブラッドレーファミリー」の元首領。
一年前にバーチャコップたちにファミリーを潰され、ひとり逃げ延びたガースは復讐の機会を狙っていた。戦車に異常な執着があり、軍隊を除隊された経緯がある。
バーチャシティの地下に秘密基地を持ち、二本のアームを振りまわす戦車“キャットタンク”に搭乗しバーチャコップに襲い掛かる。
キャットタンクが破壊されると、爆発の衝撃でバーチャコップの目の前のところまで吹き飛ばされるも、再び起き上がり自らスパナを持って突進してくる（ただしこちらは3発で倒せる）。
ジョー・ファング
最終ステージ（建設現場ステージ）のボス。EVL社時代から幹部を続けている。『1』でバーチャコップに敗れたものの、エアロダイバーズと同じパーソナルジェットパックを装備し、1年前の復讐を果たすべく再び戦いを挑んで来る。
空中からロケット弾（赤と青の2種類。青の方がスピードが速く、当りやすい）や、スピードの早い黒い気弾を放ち襲ってくる等様々な攻撃にバーチャコップは苦戦を強いられる。
なお、セガサターン版ではステージ選択場面で制限時間が0になった瞬間にステージ1のパネルの真下を4発撃つとすぐファングと対決できる。

#### バーチャコップ3
ゲイル
光学迷彩機能を搭載した紫の戦闘服を着込み、日本刀の「二郎三郎時宗」を持った殺し屋で詳細情報は一切不明。通り名は『パープルゲイル』。
シンプルミッション、ノーマルミッション、エクストラミッションに登場する。銃器類が苦手らしい。一連の事件と関係があるかないかも不明。エクストラミッションでは非常に素早い動きで攻撃をする。
グリッター
シンプルミッション（製薬会社ステージ）のボス。忍者風の青い戦闘服を着用した金髪の男で、変声器で声を変えている模様。
何者かの命によりとある『細胞』を奪取する任にあたっていた。我流のナイフ戦法と剣でバーチャコップと戦う。彼も銃器類を好まない。
E・Sアタックで剣を破壊されて以降は鉄爪とナイフ投げで抵抗するも最終的には敗れ、直後にバックアップで駆けつけたローカルポリスに拘束された。
ブランド
ノーマルミッション（バーチャシティステージ）のボス。赤いコートにサングラスを着用した大男で、恐竜の遺伝子解析データを狙った大規模銀行強盗の主犯格。
黄金のデザートイーグルを二丁拳銃で愛用し、ある程度体力が減るとブーメランとアイスパック型ボム（移動する地雷のようなものと思われる）の戦法に切り替える。
また、コートの下には上記のボムも含む大量の爆弾を隠し持っており、追い詰められた際のE・Sアタックでは、大量のボムを投擲して来る。
E・Sアタック成功時はそれが仇となり、投擲しようとしたボムが手中で爆発し線路に吹き飛び、その刹那、皮肉にも逃走用に用意していた列車sと衝突、爆死した。
ジョー・ファング
ハードミッション（多目的軍事基地ステージ）のボス。『2』でバーチャコップたちに倒され死亡したはずが、次世代大型4脚戦車：『クラブ』に乗って再び姿を現す。
しかし、『クラブ』に乗っているのは、何者かが極秘裏で製作したクローンの一個体で、オリジナルと思しき個体は生き延びている。
条件を満たすことで出現するエキストラミッションでは、パーソナルジェットパックと小型支援メカで武装したクローンが多数出現し、バーチャコップを苦しめる。
ディノファング
ハードミッションを最後に選択して、更にブラント戦とジョー・ファング戦でのE・Sアタックを成功させることで進むことができるエクストラミッション（ラストステージ）のボスで、本作の真の最終ボス。
オリジナルのジョー・ファングが何者かによって恐竜の遺伝子を投与され変身した生体キメラ兵器のプロトタイプ。投与される際に眼が赤く光る。
巨大なガトリングガンを武器にしており体格を生かした攻撃もする。ガトリングガンを破壊されると大きな岩盤を投げつけて攻撃することがある（ただし岩盤の大きさの割には耐久力が低い）。

## 移植作
- 1995年11月24日 セガサターン バーチャコップ（新OPムービーが追加されている。また、音楽CDとして再生するとゲーム中のBGMを聴くことができ、ステージ1、2のアレンジ曲も収録されている。）
- 1996年 Windows 95/98 バーチャコップ
- 1996年11月22日 セガサターン バーチャコップ2
- 1998年2月19日 セガサターン版『バーチャコップ』、『2』がセットで発売。
- 1997年 Windows 95/98 バーチャコップ2（マウスでの操作。2つの新ステージ、640×480解像度のサポート、LAN接続での協力・対戦プレイなどが追加されている。販売はデジキューブ）
- 2000年3月2日 ドリームキャスト バーチャコップ2
- 2002年8月15日 PlayStation 2 バーチャコップ リ・バース（『バーチャコップ1』、『2』のリメイク移植）